# Barbara Bennett
Pour les articles homonymes, voir Bennett.
Barbara Jane Bennett, née le 13 août 1906 à Palisades Park (comté de Bergen, New Jersey) et morte le 8 août 1958 à Montréal (Québec), est une actrice américaine.

## Biographie
Fille des acteurs Richard Bennett (1870-1944) et Adrienne Morrison (en) (1883-1940) et sœur des actrices Constance Bennett (1904-1965) et Joan Bennett (1910-1990), Barbara Bennett apparaît pour la première fois au cinéma avec sa famille dans le drame muet The Valley of Decision de Rae Berger (en), sorti en 1916.
Suivent seulement quatre autres films américains, le western muet Black Jack (en) d'Orville O. Dull (en) (1927, avec Buck Jones et Harry Cording), les films musicaux Syncopation de Bert Glennon (1929, avec Bobby Watson et Ian Hunter) et Mother's Boy (en) de Bradley Barker (en) (1929, avec Helen Chandler et Brian Donlevy), et enfin la comédie Love Among the Millionaires de Frank Tuttle (1930, avec Clara Bow et Stuart Erwin).
Dans les deux films musicaux précités apparaît également l'acteur et chanteur Morton Downey (en) (1901-1985), son premier mari qu'elle épouse la même année 1929 et dont elle divorce en 1941. De leur union sont nés quatre enfants, dont Morton Downey Jr. (1933-2001).
Barbara Bennett, comme ses parents, joue également au théâtre et se produit notamment deux fois à Broadway (New York), en 1925 dans The Stork de László Fodor (avec Katherine Alexander et Ferdinand Gottschalk), puis en 1943-1944 dans Victory Belles d'Alice Gerstenberg (en) (avec Mabel Taliaferro).
Définitivement retirée de l'écran après 1929, elle se suicide en 1958 au Canada, à Montréal où elle vivait alors avec son troisième mari, à quelques jours de son 52e anniversaire.
Louise Brooks, une familière de l'illustre famille Bennett, a raconté le destin tragique de Barbara dans son autobiographie Louise Brooks par Louise Brooks (Ramsay).

## Filmographie complète
- 1916 : The Valley of Decision de Rae Berger (en) : une des enfants
- 1927 : Black Jack (en) d'Orville O. Dull (en) : Nancy Blake
- 1929 : Syncopation de Bert Glennon : Fleurette Sloane
- 1929 : Mother's Boy (en) de Bradley Barker (en) : Beatrix Townleigh
- 1930 : Love Among the Millionaires de Frank Tuttle : Virginia Hamilton

## Théâtre à Broadway (intégrale)
- 1925 : The Stork de László Fodor, adaptation de Ben Hecht : Heloise
- 1943 : Victory Belles d'Alice Gerstenberg (en) : Flo Hilliard